# Frisco
Frisco är även ett smeknamn på San Francisco.
Frisco är en snabbt växande stad norr om Dallas i Texas, USA. Antalet invånare 2008 var drygt 100 000. Frisco ingår i det storstadsområde som går under namnet Dallas-Fort Worth Metroplex.